# Cusco Fútbol Club
Cusco Fútbol Club é um clube peruano de futebol, com sede na cidade de Cuzco. Atualmente disputa a Primera División del Perú. Até o final de 2019 o clube era conhecido como Real Garcilaso.
É um dos clubes mais jovens do país, tendo sido fundado em 2009 . Seu único título é a Copa Peru de 2011, garantindo seu acesso à Primeira Divisão peruana. Rapidamente tornou-se uma das forças do futebol peruano, sendo vice-campeão nacional em 2012, 2013 e 2017, e atingindo as quartas-de-final da Copa Libertadores da América de 2013, uma das melhores campanhas de um clube peruano na história da competição. 

## História
Durante o ano de 2010 foi campeão distrital, provincial e departamental de Cuzco. Nesse mesmo ano chegou à Fase Nacional da Copa Peru, onde foi eliminado pelo Sportivo Huracán de Arequipa.

### Copa Peru 2011
Antes do início de sua participação na Copa Perú, os celestes disputaram o Torneo del Inca, onde chegaram às quartas de final, sendo eliminados pelo Sport Ancash. No entanto, eliminou times importantes como Deportivo Garcilaso, Cienciano e a Universidad Técnica de Cajamarca. A equipe iniciou sua participação na Copa Peru na Etapa Regional. Em seu grupo, ficou em primeiro lugar e entrou na Etapa Nacional pela segunda vez em sua história. 
Começou esta fase eliminando o Unión Minas depois de empatar em 0 a 0 em Orcopampa e vencer por 4 a 2 em Cusco. Ele então eliminou o time que o eliminou no ano anterior, o Sportivo Huracán. Nas semifinais, eles venceram o Alianza Universidad por 4 a 3. Na final, sagrou-se campeão no Estádio Alberto Gallardo, em Lima, ao vencer a definição contra o Pacífico FC. Este título o ajudou a jogar a Primeira Divisão no ano seguinte.

### 2012-2019
Em 2012, conseguiu ser vice-campeão do Torneio Descentralizado 2012, garantindo vaga para disputar pela primeira vez a Copa Libertadores da América de 2013. Com apenas 3 anos e meio, foi a equipe mais jovem a disputar a Libertadores na história.
Em 23 de dezembro de 2019 os dirigentes do clube decidiram mudar o nome da agremiação de "Asociación Civil Real Atlético Garcilaso" para "Cusco Fútbol Club" a partir da temporada de 2020.

### Títulos
- Copa Peru (1) – 2011

## Sedes e estádios

### Inca Garcilaso de la Vega
Realiza seus jogos no Estádio Inca Garcilaso de la Vega (o mesmo do Cienciano), com capacidade para 45.000 torcedores.

### Uniforme
- Uniforme titular: Calção azul-claro e meias azul-claro com detalhes brancos.